# Programme énergétique national
Le Programme énergétique national (PEN) est une politique de l'énergie du gouvernement fédéral du Canada entre 1980 et 1985. Il est créé par le gouvernement du premier ministre Pierre Elliott Trudeau en 1980.

## Buts
Introduit après les crises énergétiques des années 1970, le PEN vise à :
- promouvoir l'autosuffisance pétrolière du Canada ;
- maintenir les réserves de pétrole, particulièrement pour la base industrielle dans l'est du Canada ;
- promouvoir la possession canadienne de l'industrie de l'énergie ;
- favoriser les bas prix ;
- promouvoir l'exploration pétrolière au Canada ;
- promouvoir les sources alternatives d'énergie ;
- accroître les revenus du gouvernement des ventes de pétrole à travers une variété de taxes et d'accords.

Avant la mise en place de ce programme, même avec les paiements de péréquation, il y avait un transfert de la richesse à partir des provinces de l'est, particulièrement l'Ontario et le Québec, très dépendantes du pétrole, vers les provinces pétrolières de l'Ouest du Canada.

## Opposition
Le programme est extrêmement impopulaire dans l'Ouest, où la plus grande partie du pétrole canadien est produite, et il augmente les ressentiments envers le gouvernement fédéral, surtout en Alberta, en Colombie-Britannique et en Saskatchewan. La plupart des Albertains considèrent le PEN comme une intrusion injustifiée du gouvernement fédéral dans un champ de compétence provincial qui est construit pour dérober la richesse naturelle à leur province. En gardant les prix de pétrole sous les prix du marché mondial, le PEN subventionne essentiellement les provinces de l'Est, la base politique de Trudeau.
Toutefois, Trudeau avait sous-estimé la détermination du premier ministre de l'Alberta, Peter Lougheed, qui réplique en freinant le développement de plusieurs projets pour les sables bitumineux. Lougheed gagne l'affection des Albertains lorsqu'il apparaît à la télévision nationale pour annoncer la cessation des expéditions de pétrole vers le reste du Canada. Le résultat est la révision du PEN pour que le prix du pétrole canadien s'approche ultimement des prix mondiaux.

## Abolition
La justification du PEN disparaît avec la chute de prix du pétrole au début des années 1980. Aux élections de 1984, le Parti progressiste-conservateur de Brian Mulroney fait campagne contre le programme. Comme il l'a promis, son gouvernement abolit le PEN une fois qu'il est au pouvoir.

## Conséquences
Les conséquences du PEN font encore l'objet de débats. Peu après sa mise en œuvre, l'économie de l'ensemble du Canada, particulièrement dans l'Ouest, tombe dans une récession économique, qui dure plusieurs années. Bien que les résidents de cette région portent la responsabilité de la récession au PEN, les résidents de l'Est invoquent souvent des facteurs internationaux.

## Anecdotes
Dans le cadre du PEN, Petro-Canada était la compagnie pétrolière nationalisée, avec son siège social à Calgary. En anglais, les opposants du PEN lui donnaient le nom de (en) Pierre Elliott Trudeau Rips Off - Canada (« Pierre Elliott Trudeau pille le Canada »), et le Centre Petro-Canada à Calgary était connu sous le nom de Red Square (« Place Rouge », rappel de la couleur communiste) par ces mêmes opposants.
Pendant le PEN, on voyait souvent sur les auto-collants pour voiture dans l'ouest canadien le slogan Let the Eastern Bastards Freeze in the Dark (que l'on peut traduire par « Laissez les bâtards de l'Est geler dans la noirceur »).